# Servei de bicicletes públiques

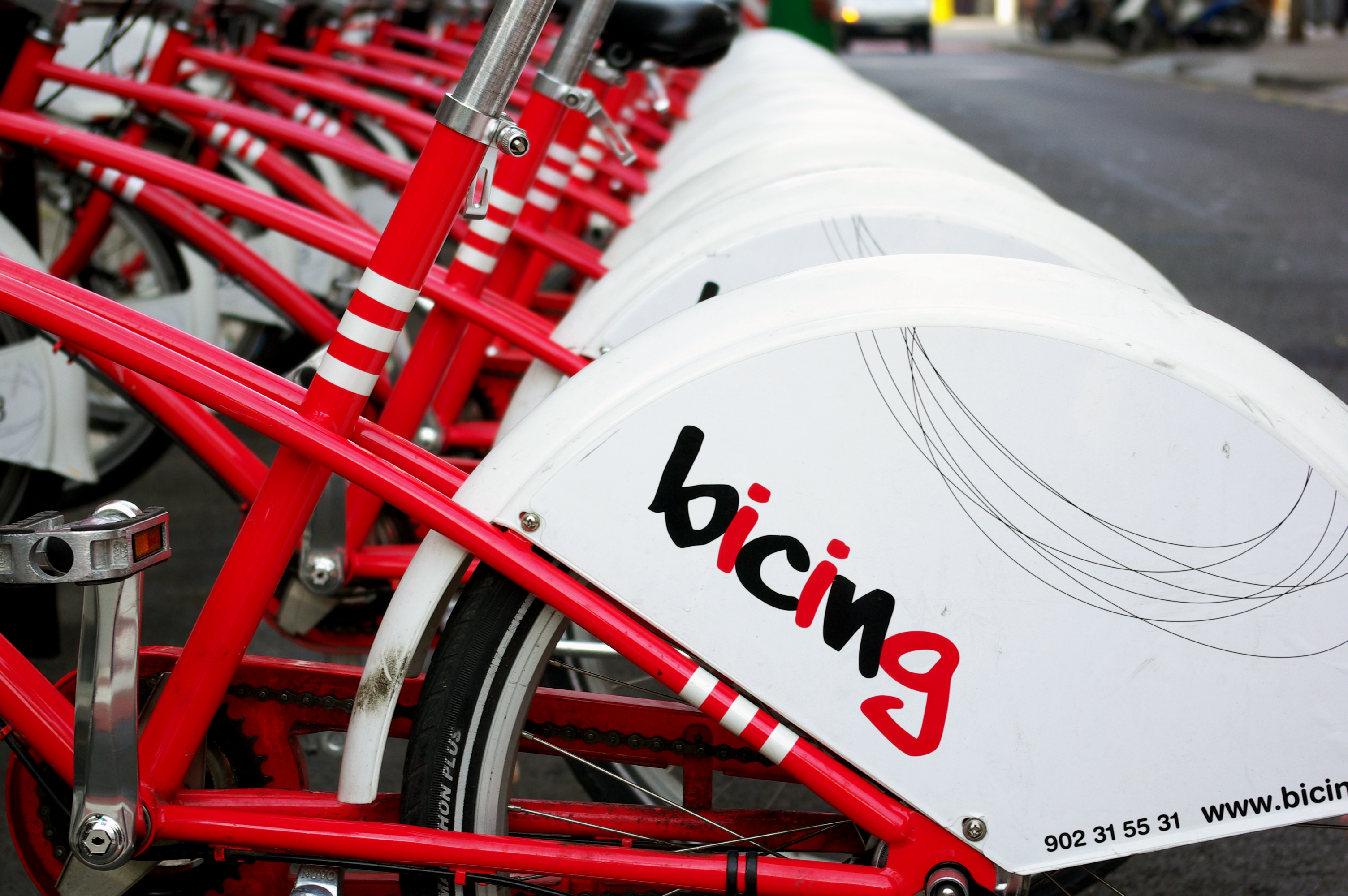
Estació de bicicletes compartides a Barcelona.

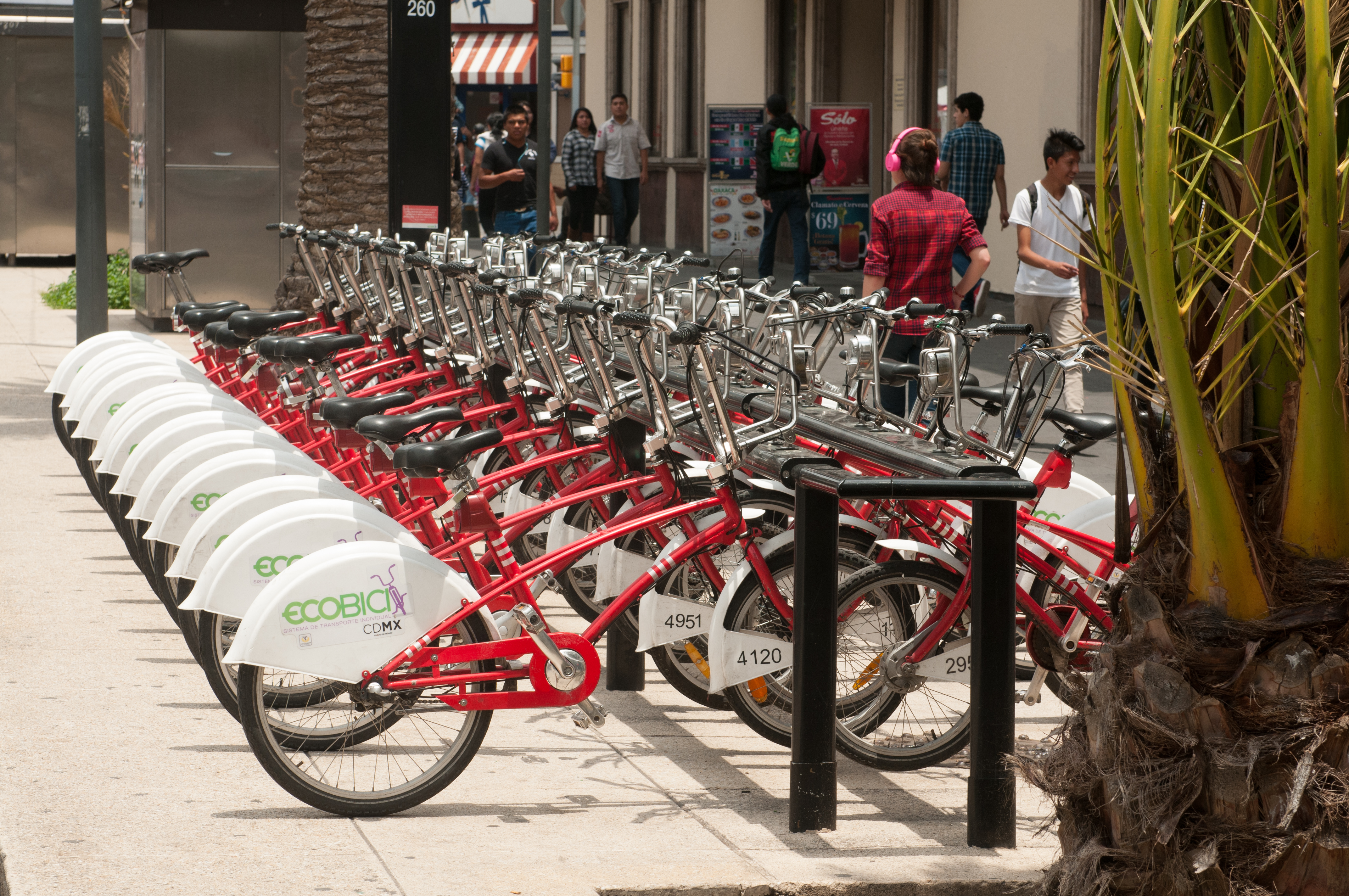
Ecobici a Mèxic

Un servei de bicicletes públiques és un sistema de compartició de bicicletes entre una comunitat d'usuaris subscriptors. Estan basats en una xarxa d'estacions fixes que detecten les bicicletes i unes bicicletes amb ancoratges que impedeixen l'ús a persones no autoritzades. Els sistemes de bicicletes compartides posen a disposició d'un grup d'usuaris una sèrie de bicicletes perquè siguin utilitzades temporalment com mitjà de transport. Normalment aquests sistemes són gestionats per un estament públic i permeten recollir una bicicleta i tornar en un punt diferent, perquè l'usuari només necessiti tenir la bicicleta en la seva possessió durant el desplaçament.

## Països Catalans
Als Països Catalans hi ha els següents serveis:
| Ciutat                  | Nom                     | Sistema       | Data d'inauguració       | Estacions | Bicicletes | Abonats | Rècord d'usos diari | Lloc web                                                                        |
| ----------------------- | ----------------------- | ------------- | ------------------------ | --------- | ---------- | ------- | ------------------- | ------------------------------------------------------------------------------- |
| Alacant                 | Alabici                 |               | juliol 2010              | 26        | 300        |         |                     | http://www.alabici.es/index.php?lng=es_CA Arxivat 2010-08-04 a Wayback Machine. |
| Alaquàs                 | Mibisi                  | Movus         | novembre 2009            | 4         |            |         |                     | www.mibisi.es                                                                   |
| Aldaia                  | Mibisi                  | Movus         | novembre 2009            | 6         |            |         |                     | www.mibisi.es                                                                   |
| Barcelona               | Bicing                  | Clear Channel | 22/03/2007               | 420       | 6.000      | 110.000 | 58.141              | www.bicing.cat                                                                  |
| Benidorm                | Bicidorm                |               | ??                       | ??        | 20         |         |                     | http://bicidorm.labici.net/ Arxivat 2012-10-04 a Wayback Machine.               |
| Burjassot               | Burjabike               | Movus         |                          | 12        |            |         |                     | www.mibisi.es                                                                   |
| Castelló de la Plana    | bici-CAS                |               | ??                       | 32        | 252        |         |                     | www.bicicas.es                                                                  |
| Catarroja               | Catarroda               | Movus         |                          | 9         |            |         |                     | www.mibisi.es                                                                   |
| Dénia                   | Denibici                |               | ??                       | ??        | 6          |         |                     | http://www.denibici.es/ Arxivat 2012-06-22 a Wayback Machine.                   |
| El Campello             | Bicicamp                |               | juny 2009                |           |            |         |                     |                                                                                 |
| Elx                     | bicielx                 |               | 14/06/2010               | 14        | 200        |         |                     | www.bicielx.es                                                                  |
| Gandia                  | Labici                  |               | abril 2011               | 40        | 500        |         |                     | http://www.labici.gandia.org/val%5BEnllaç+no+actiu%5D                           |
| Girona                  | Girocleta               |               | 25/09/2009               | 20        | 320        | 3.324   | 2.496               | www.girocleta.cat                                                               |
| Godella                 | Gobici                  | Movus         |                          | 4         |            |         |                     | www.mibisi.es                                                                   |
| Granollers              | Ambicia't               |               | 2009                     | 12        | 28         | 385     |                     | ambiciat.granollers.cat Arxivat 2009-10-13 a Wayback Machine.                   |
| Palma                   | Bicipalma               |               | 28/03/2011               | 32        | 336        | 5.000   |                     | www.bicipalma.es                                                                |
| Paterna                 | Mibisi                  | Movus         |                          | 20        |            |         |                     | www.mibisi.es                                                                   |
| Perpinyà                | BIP                     | Clear Channel | 27/02/2008               | 15        | 150        |         |                     | www.bip-perpignan.fr Arxivat 2012-12-06 a Wayback Machine.                      |
| Quart de Poblet         | Mibisi                  | Movus         | novembre 2009            | 4         |            |         |                     | www.mibisi.es                                                                   |
| Sant Andreu de la Barca | BiciSAB                 |               | 28/11/2009               | 7         |            |         |                     | www.bicisab.cat Arxivat 2011-02-15 a Wayback Machine.                           |
| Sant Joan d'Alacant     | Sant Joan Visc amb Bici |               | juny 2009                |           | 6          |         |                     |                                                                                 |
| Sant Vicent del Raspeig | Bicisanvi               |               | juny 2007                |           |            |         |                     |                                                                                 |
| Terrassa                | Ambicia't               |               |                          | 5         |            |         |                     | www.ambiciat.terrassa.cat Arxivat 2009-03-23 a Wayback Machine.                 |
| Torrent (Horta Oest)    | TorrentBici             | Movus         |                          | 19        |            |         |                     | www.mibisi.es                                                                   |
| València                | ValenbiSi!              | JCDecaux      | 21/06/2010               | 250       | 2.500      | 117.000 |                     | www.valenbisi.com                                                               |
| Vic                     | Vicky!                  |               | 2005- 2009 (remodelació) | 5         | 15         |         |                     | www.vic.cat Arxivat 2010-11-23 a Wayback Machine.                               |
| Vila-real               | Bicivila't              | Domoblue      | 2009                     | 8         | 34         |         |                     | Bicivila't                                                                      |
| Vinaròs                 | Ambicia't Vinaròs       | Domoblue      | 2010                     | 7         | 42         |         |                     | http://vinaros.onroll.info/                                                     |
| Xirivella               | Mibisi                  | Movus         | novembre 2009            | 5         |            |         |                     | www.mibisi.es                                                                   |